# Јунион Сити (Калифорнија)
Јунион Сити (енгл. Union City) град је у америчкој савезној држави Калифорнија. По попису становништва из 2010. у њему је живело 69.516 становника.

## Демографија
Према попису становништва из 2010. у граду је живело 69.516 становника, што је 2.647 (4,0%) становника више него 2000. године.
| Група             | 2000.          | 2010.          |
| Белци             | 13.610 (20,4%) | 10.009 (14,4%) |
| Афроамериканци    | 4.479 (6,7%)   | 4.402 (6,3%)   |
| Азијати           | 29.016 (43,4%) | 35.363 (50,9%) |
| Хиспаноамериканци | 16.020 (24,0%) | 15.895 (22,9%) |
| Укупно            | 66.869         | 69.516         |